# Cancelli
Los cancelli eran unas capillitas que los galos levantaban en honor de los dioses que presidían los frutos de la tierra.
Hacían ofrendas presentándolas entre candelillas encendidas y después de pronunciar ciertas frases misteriosas sobre un trozo de pan, unas espigas o unas hierbas las escondían en una encrucijada o en el hueco de algún tronco, en la creencia de que esta ceremonia preservaba a sus ganados de las enfermedades.